# میتسواکی ناکاموتو
میتسواکی ناکاموتو (انگلیسی: Mitsuaki Nakamoto؛ زادهٔ ۱۴ آوریل ۱۹۵۴) بازیکن هندبال اهل ژاپن بود.